# Berek Joselewicz

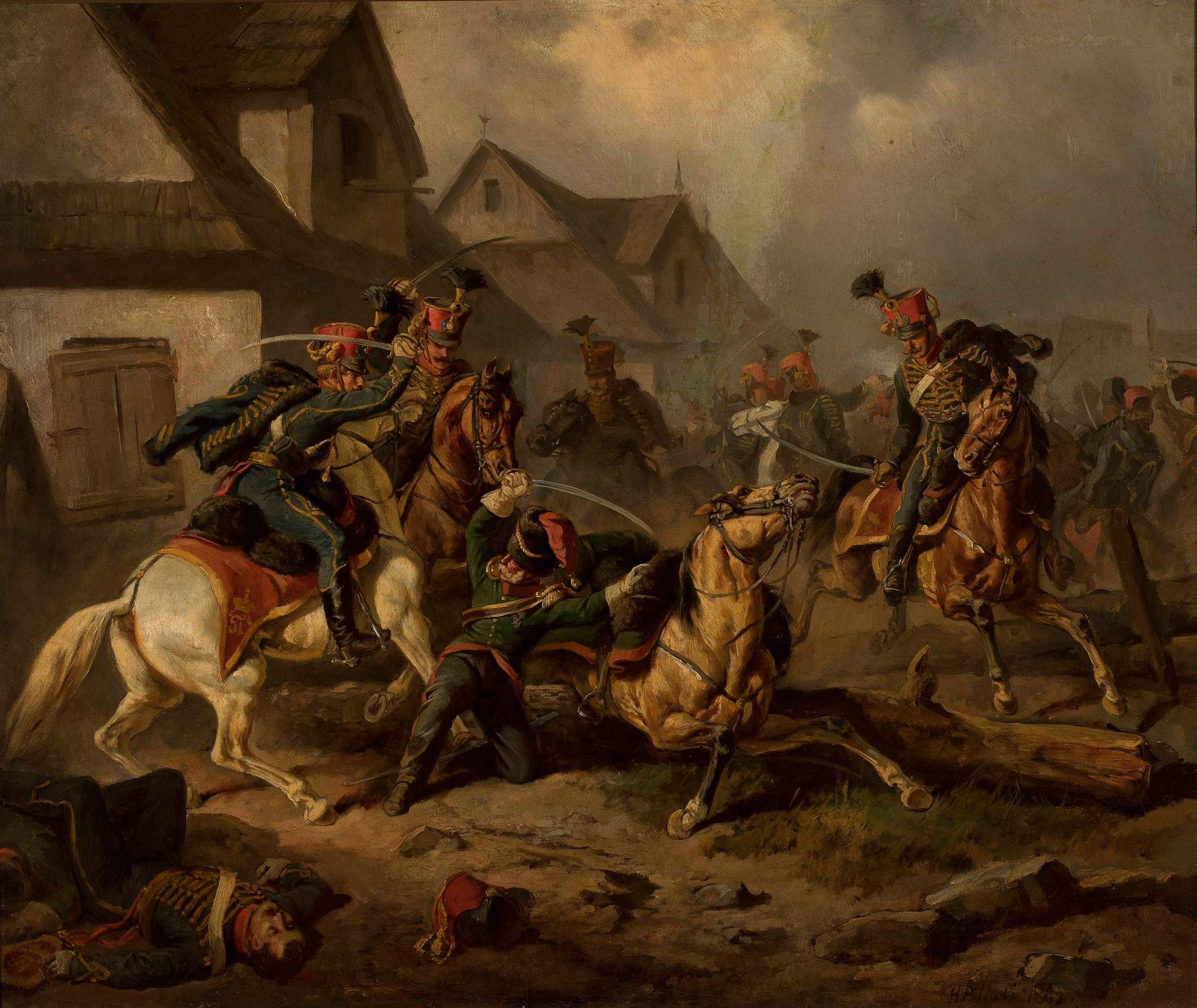
Henryk Pillati: Śmierć Berka Joselewicza

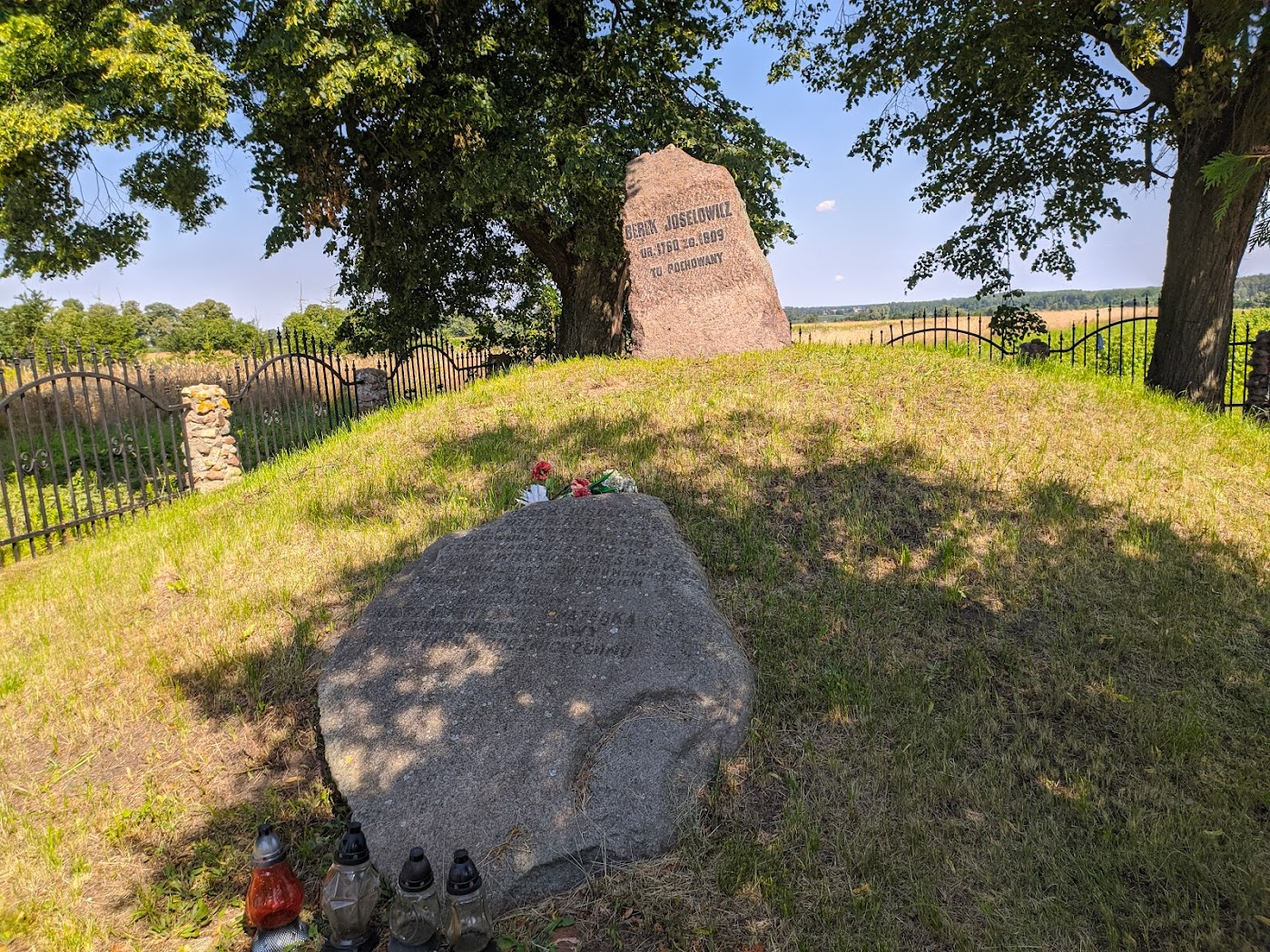
Kopiec i pomnik pamięci Berka Joselewicza na trasie Białobrzegi-Kock

Józef Berek Joselewicz (ur. 1764 lub 19 marca 1765 w Kretyndze, zm. 5 lub 8 maja 1809 pod Kockiem) – polski kupiec żydowskiego pochodzenia, pułkownik wojska polskiego, oficer Legionów Polskich we Włoszech.

## Życiorys
Urodził się w należącej wówczas do Rzeczypospolitej Kretyndze na Żmudzi, jako syn Josla (stąd druga „odojcowska” część nazwiska). Był faktorem i handlarzem końmi. Zatrudniony przez księcia Massalskiego, biskupa wileńskiego, który wysyłał go w interesach za granicę. Podczas tych wojaży nauczył się francuskiego. Spędził trochę czasu w Paryżu, kiedy rozpoczęła się rewolucja francuska. Przeżycie to być może zainspirowało go do późniejszego przyłączenia się do Kościuszki.
Podczas insurekcji kościuszkowskiej w 1794 organizował Pułk Lekkokonny Starozakonny (żydowski). 17 września 1794 roku Kościuszko oficjalnie ogłosił utworzenie żydowskiego oddziału. Berek Joselewicz, wraz z innym Żydem, Józefem Aronowiczem, stworzyli patriotyczną odezwę w języku jidysz wzywającą do walki, wydaną 23 kwietnia.
500 mężczyzn odpowiedziało na wezwanie, uformowano z nich regiment kawalerii – według niektórych autorów Berek Joselewicz miał jednak za mało czasu i środków na jego sformowanie, bo jedynie 3 tygodnie i 3000 złp. Na prośbę Berka Joselewicza zapewniono im możliwość przestrzegania religijnych obyczajów, dostęp do koszernego jedzenia, powstrzymywania się od pracy w szabat (kiedy to było możliwe), a także noszenia tradycyjnych żydowskich bród. W okresie insurekcji warszawską Pragę zamieszkiwało ok. 7000 ludzi, z czego ok. 5000 stanowili Żydzi. Oprócz oddziału Berka Joselewicza sformowano oddziały żydowskiej milicji. Oddział Berka Joselewicza brał udział w obronie warszawskiej Pragi, podczas której został rozbity. Tylko część przeżyła, włączając w to samego Berka Joselewicza, który dostał się do niewoli rosyjskiej.
Dwa lata po klęsce insurekcji kościuszkowskiej w 1796 roku Berek Joselewicz, przebywając w Galicji, zaoferował austriackiemu zaborcy swoją pomoc w utworzeniu ochotniczego korpusu złożonego z Żydów. Według propozycji Berka Joselewicza korpus miał się składać z 6000 do 8000 żołnierzy. Pomysł przedstawiony został hrabiemu Janowi Gaisruckowi gubernatorowi wschodniej Galicji, a następnie przekazany do Wiednia, gdzie nie znalazł jednak uznania. Następnie wyemigrował do Włoch. Tam trafił do legionów Jana Henryka Dąbrowskiego. Został mianowany rotmistrzem. Brał udział w bitwach nad Trebbią i pod Novi. Następnie przeszedł do Legii Naddunajskiej, bił się pod Hohenlinden jako kapitan.
W polskich legionach musiał zmagać się z szykanami ze strony towarzyszy broni, ponieważ w przeciwieństwie do innych oficerów nie był szlachcicem i nominację oficerską otrzymał za zasługi, a nie, jak to wówczas było w zwyczaju, ze względu na szlacheckie urodzenie. Generał Kniaziewicz, dowodzący Legią Naddunajską, opisał to w liście do Wybickiego:

Berek, co w Polszcze był pułkownikiem, co dwie kampanie we Włoszech odprawił, tu przybywszy, tym dobrowolnie starszeństwa odstąpił, którzy tu żadnej kampanii nie odprawili; dlatego jednak jego prześladować nie przestają, któremu jednak niczego więcej zarzucić nie można jak to, że się nie szlachcicem urodził.

Zmuszony do odejścia z LN w czerwcu 1802, dzięki poparciu francuskiego gen. Mortiera (przyszłego marszałka) przeszedł do Legionu Hanowerskiego, jako dowódca kompanii wyborczej dragonów i wziął udział w bitwie pod Austerlitz, za co otrzymał Legię Honorową.
W kwietniu lub maju 1807 przeszedł do armii Księstwa Warszawskiego, dowodził szwadronem 5 pułku strzelców konnych. Walczył pod Tczewem, Gdańskiem i Frydlandem. 8 marca 1808 został kawalerem orderu Virtuti Militari. Zginął podczas potyczki z Austriakami pod Kockiem w 1809. Przy drodze Kock – Białobrzegi, w miejscu, w którym zatrzymały się konie wiozące rannego pułkownika, a on sam zmarł, umieszczono pionowy głaz z napisem „Berek Joselewicz ur. 1760 zg. 1809. Tu pochowany”.
W 1808 był członkiem loży wolnomularskiej Bracia Polacy Zjednoczeni.
Syn Berka Joselewicza, Józef Berkowicz (1789-1846), również wojskowy, brał udział w bitwie pod Kockiem, w której zginął jego ojciec.

## Upamiętnienie
13 czerwca 1909 odsłonięto we Lwowie tablicę upamiętniającą Berka Joselewicza przy ulicy jego imienia. Ulice jego imienia stanowiono też w Będzinie, Ozorkowie, Częstochowie (w dzielnicy Stare Miasto), Warszawie (w dzielnicy Praga-Południe), na krakowskim Kazimierzu, Brzesku, Chrzanowie, Lubartowie, Lesku, Myślenicach, Dąbrowie Tarnowskiej, Oświęcimiu, Przasnyszu, Przemyślu, Rzeszowie, Sarnakach, Siedlcach, Węgrowie, Wyszkowie, Sopocie, Sanoku, Nowym Sączu, Brzesku, Głogowie Małopolskim, Radomsku, Szczecinie (w dzielnicy Podjuchy), Tomaszowie Mazowieckim, Hrubieszowie, Chrzanowie, Jędrzejowie, Kocku, Kole, Kutnie, Mielcu, Łodzi, Brzezinach, Ostrołęce, Żaganiu, Biłgoraju, Kaliszu, Łosicach, Turobinie i Żarkach (niegdyś zwanych Żydowskimi lub Miasto).
W 200. rocznicę śmierci Berka Joselewicza odbyła się z inicjatywy Ambasady Francji w Polsce konferencja „Berek Joselewicz: bojownik o wolność”, której współorganizatorem było Muzeum Historii Żydów Polskich.
Poczta Polska wraz z Pocztą Izraelską wprowadziły do obiegu znaczek pocztowy w bloku dla upamiętnienia Roku Polskiego w Izraelu (2009) z postacią Berka Joselewicza z obrazu Juliusza Kossaka.

## Berek Joselewicz w literaturze
- Karol Koźmiński, Pułkownik Berek. Opowieści o Berku Joselewiczu, Warszawa 1959.
- Walery Przyborowski, Berek pod Kockiem, Warszawa 1933.
- Ernest Łuniński, Berek Joselewicz i jego syn. Zarys historyczny. Z ilustracyami w tekście. Warszawa 1909. S. Orgelbranda Synowie.